# Miloslav Vlk
Miloslav kardinál Vlk (17. května 1932 Líšnice u Milevska – 18. března 2017 Praha) byl český katolický klerik a teolog, který mezi lety 1991 a 2010 působil jako 35. arcibiskup pražský a primas český, v letech 1990 až 1991 byl krátce 10. biskupem českobudějovickým. Jeho biskupské heslo znělo „Aby všichni jedno byli“. Kardinálem byl kreován dne 26. listopadu 1994.
Od roku 1991 do roku 2010 byl z titulu pražského arcibiskupa primasem českým, což je čestný titul vyjadřující přednostní postavení mezi biskupy římskokatolické církve v Čechách. Krom toho byl i předsedou nejprve Československé (1991 až 1993) a později České biskupské konference (1993 až 2000),  tuto funkci v roce 2000 převzal olomoucký arcibiskup Jan Graubner. V letech 1993 až 2001 byl Miloslav Vlk prezidentem Rady evropských biskupských konferencí. Od roku 1994 byl moderátorem setkání Hnutí Fokoláre.
V dobách pronásledování katolické církve v Československu komunistickým režimem působil částečně v oficiální, státem kontrolované části církve a částečně v neoficiální „skryté církvi“. Jako biskup, kterým se stal po pádu komunistického režimu, pracoval na obnově zdevastovaných církevních struktur a vedl boj za navrácení církevního majetku, o který totalitní režim církev připravil. Ve funkci arcibiskupa řešil například kauzu krize Katolické teologické fakulty UK, v době jeho působení jednal Vatikán s českou církví také o řešení tajně vysvěcených kněží a biskupů, z nichž někteří byli či jsou ženatí.

## Život

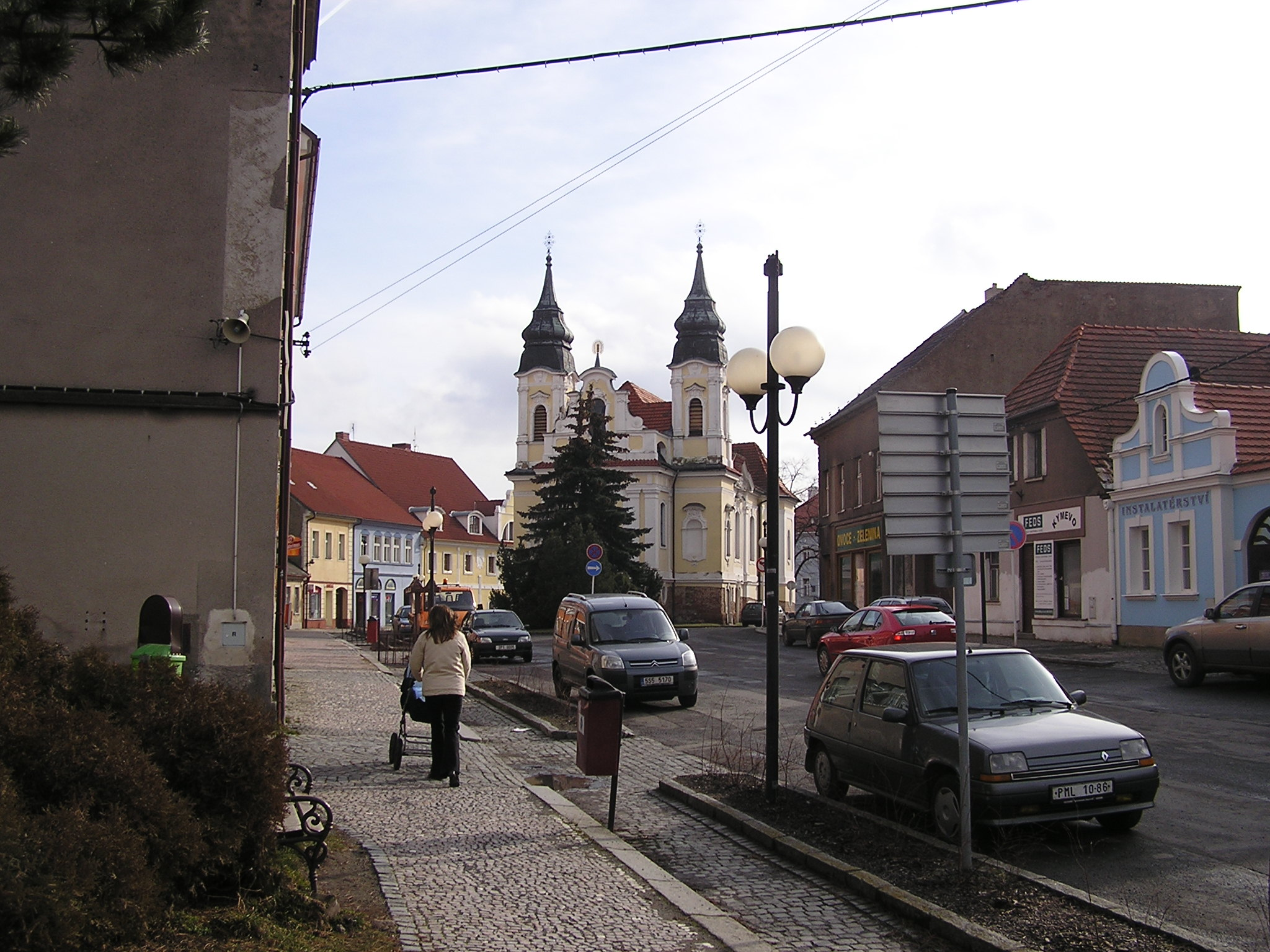
Rožmitál pod Třemšínem, kde Miloslav Vlk působil v letech 1972 až 1978

### Mládí
Miloslav Vlk se narodil jako nemanželské dítě. V prvních letech života jej vychovávali kromě matky také prarodiče. Jeho matka se vdala, když mu bylo šest let. I poté mu však zůstalo její příjmení za svobodna, což u něj spolu s matčiným citovým chladem vzbuzovalo pocit, že v rodině není zcela přijat. Po maturitě na Jirsíkově gymnáziu v roce 1952 pracoval krátce jako pomocný dělník ve slévárně, následně nastoupil na základní vojenskou službu.

### Archivní praxe
V letech 1955–1960 studoval na Filosofické fakultě Univerzity Karlovy obor archivnictví. Po absolutoriu působil v roce 1960 krátce jako okresní archivář v Třeboni, další rok pak jako samostatný archivní pracovník v Okresním archivu v Jindřichově Hradci. V letech 1961–1964 působil ve stejné funkci v Okresním archivu v Českých Budějovicích. Jako podnikový archivář ve Státní bance československé pracoval v letech 1986–1988.
Vlkovou odbornou prvotinou byl ikonografický rozbor výzdoby Betlémské kaple. Jeho hlavním badatelským tématem se však stal Jenský kodex. Publikoval o něm několik zásadních studií.

### Kněz
V roce 1964 odešel studovat na Cyrilometodějskou bohosloveckou fakultu do Litoměřic. Dne 23. června 1968 byl vysvěcen na kněze a jmenován sekretářem českobudějovického biskupa Josefa Hloucha. V roce 1971 však musel toto místo z rozhodnutí úřadů opustit a odejít spravovat malé farnosti (Lažiště a Záblatí, posléze Rožmitál pod Třemšínem). V roce 1978 mu byl odebrán státní souhlas, což pro něj bylo jednou z nejbolestnějších událostí jeho života.
V letech 1978 až 1986 pracoval v Praze jako umývač oken a od roku 1986 jako archivář ve Státní bance československé, zároveň tajně vykonával kněžské povolání.
K 1. lednu 1989 mu byl vrácen státní souhlas, takže se mohl vrátit do duchovní správy, a to nejprve na Klatovsku, později na Šumavě.

### Biskup českobudějovický

Biskupský znak Miloslava Vlka jako biskupa českobudějovického

Dne 14. února 1990 byl jmenován biskupem českobudějovickým (vysvěcen a intronizován 31. března 1990). Pustil se do obnovy diecézních struktur zdevastovaných komunistickou diktaturou a 18 let dlouhou sedisvakancí (od smrti biskupa Josefa Hloucha), snažil se o obnovu církevního školství a řeholního života v diecézi. Mimo jiné v roce 1990 založil Biskupské gymnázium J. N. Neumanna a zahájil přípravy na zřízení Jihočeské univerzity s katolickou Teologickou fakultou (k čemuž došlo až za jeho nástupce). Založil farnost sv. Vojtěcha a její správu svěřil salesiánům. Řadu jím zahájených projektů dokončil až jeho nástupce Antonín Liška.

#### Biskupská genealogie
Následující tabulka obsahuje genealogický strom, který ukazuje vztah mezi svěcencem a světitelem – pro každého biskupa na seznamu je předchůdcem jeho světitel, zatímco následovníkem je biskup, kterého vysvětil. Rekonstrukcím a vyhledáním původu v rodové linii ze zabývá historiografická disciplína biskupská genealogie.
1. kardinál Scipione Rebiba
2. kardinál Giulio Antonio Santorio
3. kardinál Girolamo Bernerio, OP
4. arcibiskup Galeazzo Sanvitale
5. kardinál Ludovico Ludovisi
6. kardinál Luigi Caetani
7. kardinál Ulderico Carpegna
8. kardinál Paluzzo Paluzzi Altieri Degli Albertoni
9. papež Benedikt XIII.
10. papež Benedikt XIV.
11. papež Klement XIII.
12. kardinál Marcantonio Colonna
13. kardinál Giacinto Sigismondo Gerdil, B
14. kardinál Giulio Maria della Somaglia
15. kardinál Carlo Odescalchi, SJ
16. kardinál Costantino Patrizi Naro
17. kardinál Lucido Maria Parocchi
18. papež Pius X.
19. papež Benedikt XV.
20. papež Pius XII.
21. arcibiskup Saverio Ritter
22. arcibiskup Josef Beran
23. arcibiskup Josef Karel Matocha
24. kardinál František Tomášek
25. biskup Antonín Liška, CSsR
26. Miloslav Vlk

### Arcibiskup pražský
Dne 27. března 1991 byl jmenován pražským arcibiskupem. I zde se pustil do obnovy komunistickou diktaturou zdevastované arcidiecéze. Snažil se o obnovu církevního školství (založil mimo jiné Arcibiskupské gymnázium v Praze, CSZŠ Jana Pavla II. a VOŠP Svatojánská kolej, Křesťanskou pedagogicko-psychologickou poradnu a vrátil do Prahy Arcibiskupský kněžský seminář), charitativní činnosti (v roce 1993 založil Arcidiecézní charitu) i řeholního života v diecézi. Dne 26. listopadu 1994 byl jmenován kardinálem titulu Santa Croce in Gerusalemme.
Na pozvání Václava Havla se aktivně zúčastnil oslav 10. výročí 17. listopadu v roce 1999 ve Vladislavském sále a prostorách Pražského hradu.

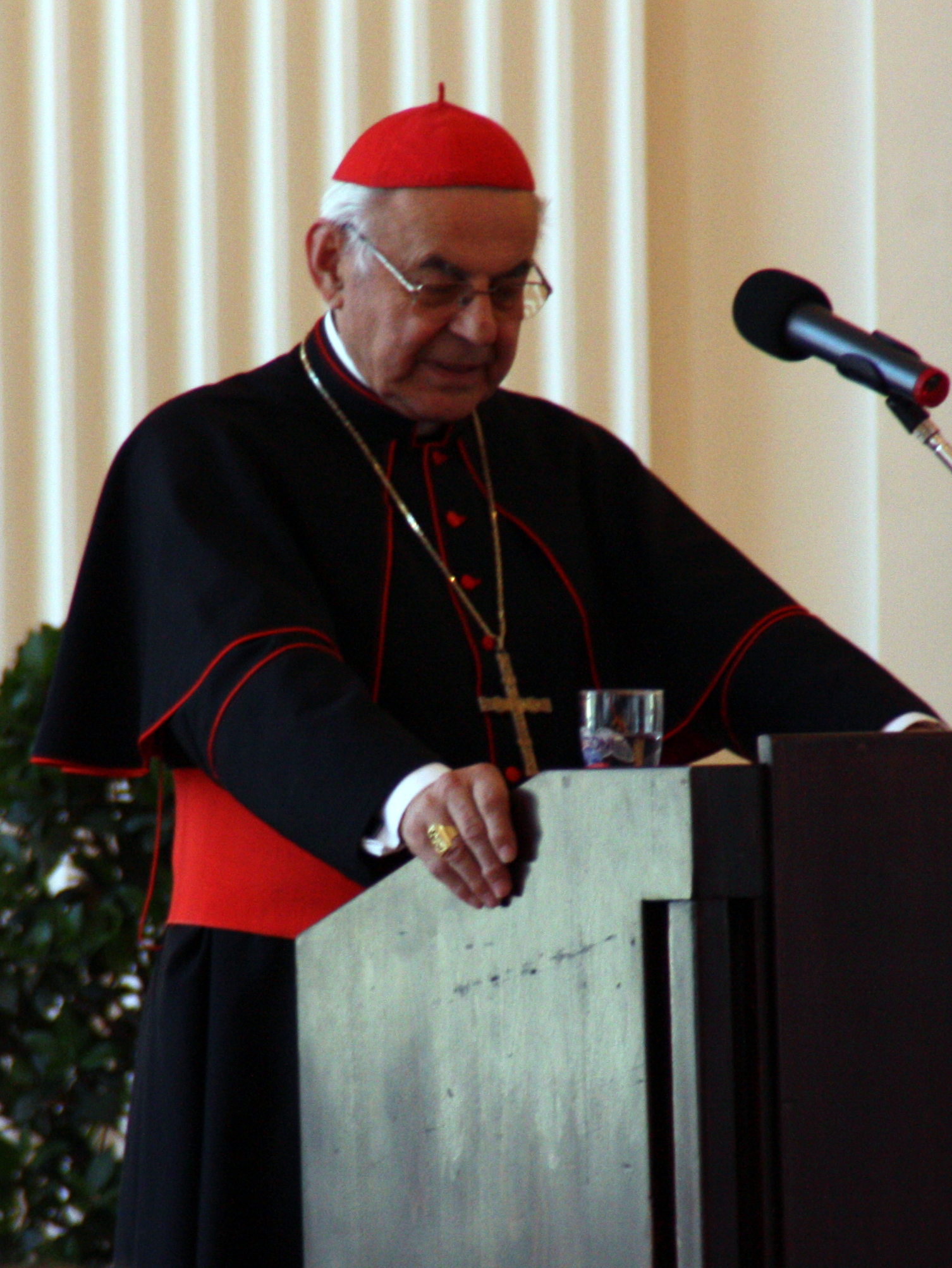
Kardinál Miloslav Vlk

Z titulu svého úřadu musel řešit dlouhodobou a stále sílící krizi na Katolické teologické fakultě, na níž se dostal do tvrdého sporu s jejím děkanem Václavem Wolfem. Konflikt nakonec vygradoval na přelomu 20. a 21. století: v roce 2000 kardinál Vlk vetoval Wolfovo třetí zvolení děkanem a v roce 2002 mu odebral kanonickou misi pro vyučování katolické teologie.
V dubnu 2005 se jako jediný Čech účastnil v Římě konkláve, které zvolilo papeže Benedikta XVI.
Pozval do své diecéze trapistky. V lednu 2007 si založil osobní webové stránky. V témže roce podal u příležitosti svých 75. narozenin (kanonický věk pro rezignaci na církevní úřad) rezignaci na arcibiskupský úřad, papež Benedikt XVI. ji ale nepřijal a požádal ho, aby v úřadu setrval ještě dva roky. V lednu 2010 varoval před hrozbou islamizace Evropy.
Jako formální hlava katolické církve usiloval o majetkové narovnání mezi církví a státem, nicméně parlament odhlasoval uzavření této otázky až v roce 2012 – stát vrátil majetek církvi. Obzvláště významný byl spor mezi církví a státem o katedrálu sv. Víta, spory o katedrálu ukončila 24. května 2010 dohoda mezi Vlkovým nástupcem, nově ustanoveným pražským arcibiskupem Dominikem Dukou a prezidentem Václavem Klausem.

### Vztahy s Řádem sv. Lazara

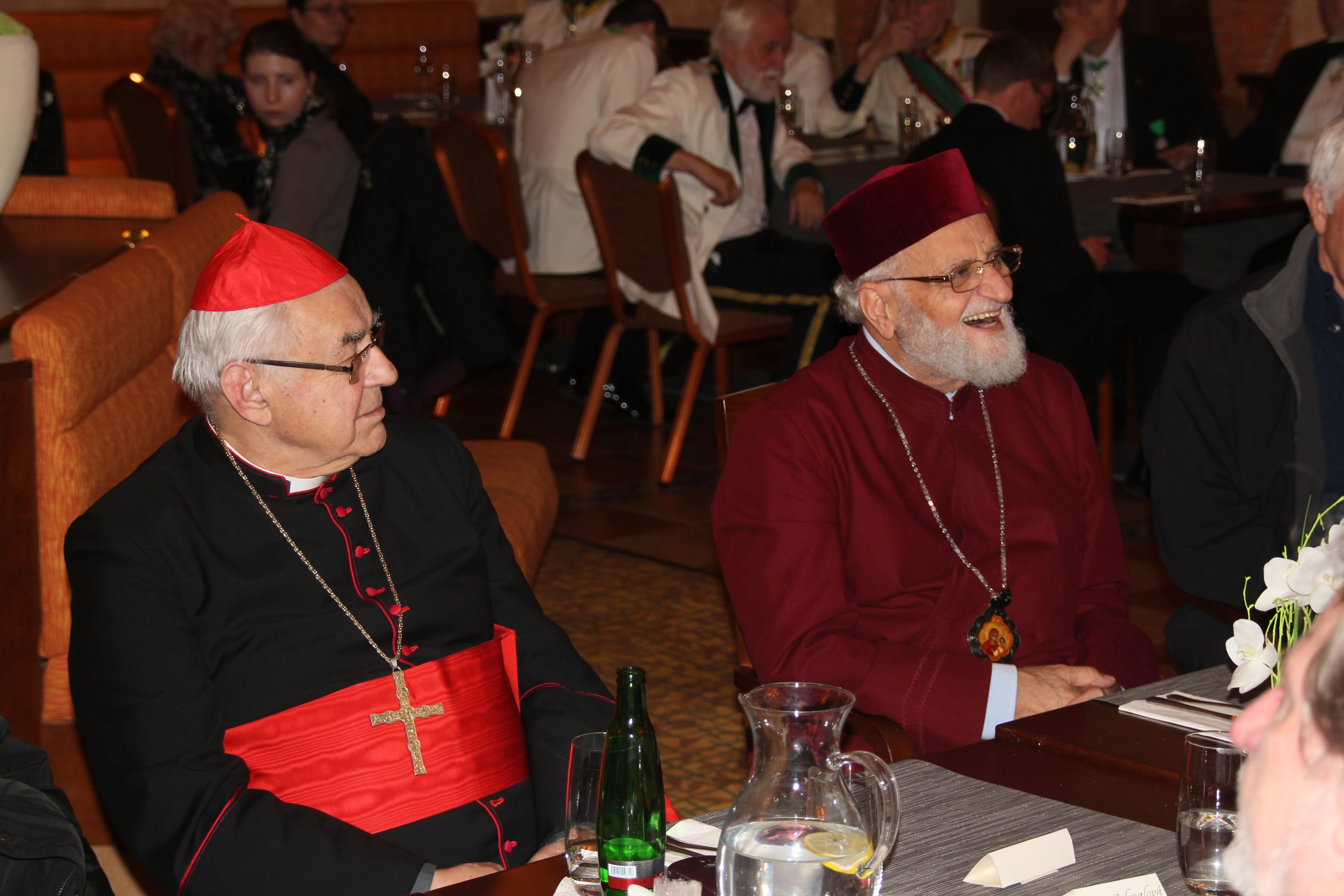
Miloslav Vlk s melchitským patriarchou Řehořem III.

Kardinál Vlk byl od počátku 90. let pozorným pozorovatelem činnosti znovuobnovených rytířských řádů. V roce svých 60. narozenin převzal dne 10. září 1992 záslužný velkokříž, udělený velmistrem řádu Françoisem de Cossé, vévodou z Brissacu – vyznamenání mu předal Ferdinand Menšík z Menštejna, bailli Českého velkopřevorství Vojenského a špitálního řádu svatého Lazara Jeruzalémského. Při této příležitosti udělil kardinál Vlk řádu své požehnání.
Dne 9. listopadu 2013 obdržel kardinál Miloslav Vlk při slavnostní investituře a bohoslužbě v bazilice Nanebevzetí Panny Marie v Strahovském klášteře z rukou melchitského patriarchy Řehoře III. Velkokříž sv. Lazara. Zároveň patriarcha Řehoř III. předal a svěřil Miloslavu kardinálu Vlkovi duchovní správu českého velkobailiviku Vojenského a špitálního řádu svatého Lazara Jeruzalémského (maltsko-pařížská obedience). Slavnostnímu obřadu předsedal Andreas Salvador Habsbursko-Lotrinský v zastoupení velmistra Dona Carlose Geredy de Borbón, markýze de Almazán.

### Emeritura
V roce 2010 ho z důvodu dosažení kanonického věku vystřídal v arcibiskupském úřadu Dominik Duka. Kardinál Vlk od té doby žil jako soukromá osoba, byť se značným vlivem z titulu kardinála i z osobní autority. V této době se mimo jiné angažoval v kauze kontroverzně odvolaného trnavského arcibiskupa Róberta Bezáka.
V rozhovoru pro Český rozhlas v dubnu 2016 uvedl, že německá kancléřka Angela Merkelová zřejmě nedomyslela dopady evropské migrační krize, „protože s touto vlnou přišli i mnozí teroristi.“ Vlk dále řekl, že souhlasí s názorem papeže Františka, že je zapotřebí uprchlíkům pomoci, ale zároveň je třeba dbát na bezpečnost státu.

### Nemoc a smrt
Na začátku roku 2017 ohlásil vážné onemocnění, už o Vánocích 2016 došlo k jeho čtyřdenní hospitalizaci. Byla mu diagnostikována rakovina plic, jež již metastazovala do kostí. Přestěhoval se na faru v Karlíně, kde se o něj staral tamní farář Miroslav Cúth (také fokolarín) se spolupracovníky a Janou Sieberovou (zakladatelkou domácího hospice Duha). Mezi těmi, kdo Vlkovi projevili účast, byl i papež František v osobním telefonátu. Vlkův zdravotní stav byl nestabilní a procházel závažnými zvraty. Dne 18. února 2017 bylo oznámeno, že se mu přitížilo a že krvácel z dvanáctníku do dutiny břišní.
Zemřel v sobotu 18. března 2017 ve věku 84 let. Jako první o jeho smrti informoval Dominik kardinál Duka.
Klerikovy ostatky byly ve čtvrtek 23. března vystaveny ve Svatovítském dómu a o den později v kostele sv. Benedikta na Hradčanech.
Jeho pohřeb se uskutečnil v sobotu 25. března ve svatovítské katedrále. Po církevních obřadech vedených Dominikem kardinálem Dukou byla rakev s jeho ostatky uložena v Nové arcibiskupské kapli v katedrále sv. Víta, Václava a Vojtěcha. Spočinul tak po boku svých předchůdců v úřadu pražského arcibiskupa a primase českého ThDr. et PhDr. Františka Kordače (1852–1934), Karla kardinála Kašpara (1870–1941) a Františka kardinála Tomáška (1899–1992). V hrobce odpočívá též světící biskup pražský ThDr. Antonín Podlaha (1865–1932).
Prezident Miloš Zeman se pohřbu nezúčastnil. Vlkův skon komentoval slovy „odešel člověk hluboké víry a pevných, nekompromisních názorů“. Předložený návrh na udělení Řádu Tomáše Garrigua Masaryka in memoriam však zamítl.

## Vzdělání

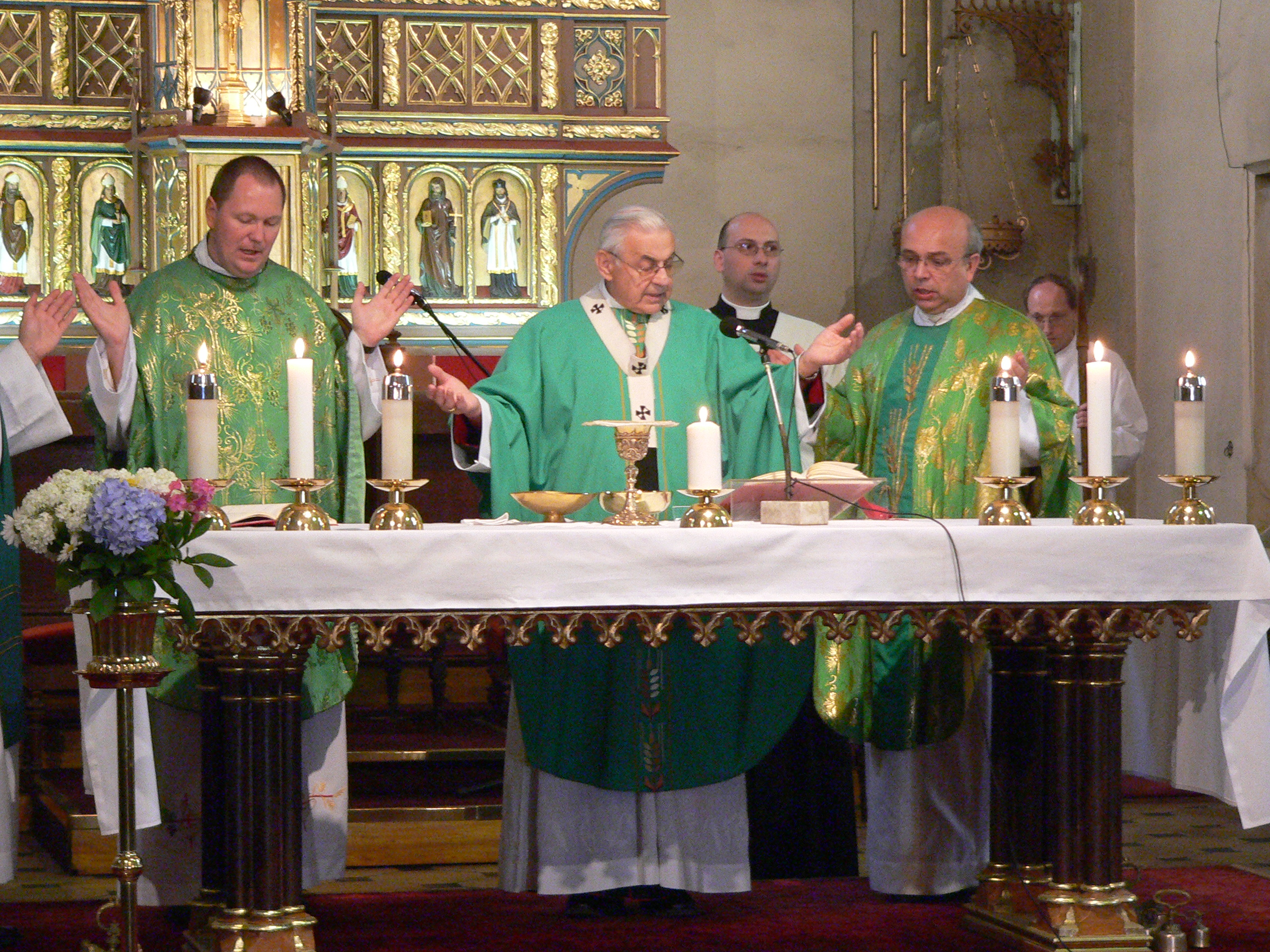
Kardinál Vlk celebruje mši svatou v esperantu (forma ordinaria, versus populum)

Aktivně hovořil německy a italsky, pasivně ovládal ruštinu, francouzštinu, latinu a esperanto. Byl nositelem řady čestných teologických doktorátů v Illinois, Minnesotě (USA), Pasově (Německo), Krakově, Opolí (Polsko) a také řady čestných občanství v zahraničí.
V mládí byl členem Mezinárodního sdružení katolických esperantistů, v roce 1995 přijal záštitu nad světovým kongresem katolických esperantistů v Olomouci, kde také v esperantu sloužil slavnostní mši; roku 2009 přijal čestné členství v České esperantské mládeži a záštitu nad Mezinárodním kongresem esperantské mládeže v Liberci, v jehož rámci také v neděli 19. července v libereckém arciděkanském chrámě sv. Antonína Velikého sloužil mši svatou v esperantu.

## Vyznamenání
- 10. září 1992 – obdržel záslužný velkokříž Řádu sv. Lazara
- 25. února 1999 – Grosses Verdienstkreuz
- 2001 – Čestná medaile TGM – Masarykovo demokratické hnutí
- 28. října 2002 – Řád Tomáše Garrigua Masaryka  2. třídy (2002)
- 2006 – zvláštní ocenění za práci na usmíření mezi Čechy a Němci do Ackermann Gemeinde
- 2008 – Svatováclavská medaile[33]
- 2013 – obdržel Velkokříž Řádu sv. Lazara
- obdržel řadu čestných doktorátů, mimo jiné od Illinois Benedictine College, University of St. Thomas, krakovské Papežské teologické akademie a Opolské univerzity.
- byl čestným občanem měst Rožmitál pod Třemšínem (1992), Cedar Rapids (1992), Baltimore (1992), Třeboň (1996) a Kladsko (1996), Roudnice nad Labem (1997) a Mníšek pod Brdy (1998).

## Publikační činnost

### Knihy
- (polsky) Czas dojrzewania. Dietlinde Assmus rozmawia z arcybiskupem Pragi, Warszawa, Verbinum, 1995
- (německy) Reifezeit. Dietlinde Assmus im Gespräch mit dem Erzbischof von Prag, München, Neue Stadt Verlag, 1996
- (česky) Ve službě evangelia, Praha, Zvon, 1997
- (česky) Rozhovory s kardinálem Miloslavem Vlkem (Otázky kladl a knižně zpracoval Jiří Zajíc, 1997)
- (německy) Also Avanti! Dietlidne Assmus im Gespräch mit dem Erzbischof von Prag, Leipzig, St. Benno Verlag, 1999
- (česky) Kardinál Vlk odpovídá na otázky hledajících a pochybujících / ptala se Blanka Pirnosová, Praha, Portál, 1999
- (německy) Wird Europa heidnisch? Miloslav Kardinal Vlk im Gespräch mit Rudolf Kučera, Augsburg, St. Ulrich Verlag, 1999
- (česky) Vítězství Krista, Kostelní Vydří, Karmelitánské nakladatelství, 2003

### Audiokazety
- Křížová cesta akad. sochaře Karla Stádníka s textem kardinála Miloslava Vlka (Karmelitánské nakladatelství 1996)
- Narodil se Kristus Pán. Třebechovický betlém s vánoční meditaci kardinála Miloslava Vlka (Karmelitánské nakladatelství 1996)
- Vzkříšení. Velikonoční meditace kardinála Miloslava Vlka (Karmelitánské nakladatelství 1999)
- Seslání Ducha svatého, meditace kardinála Miloslava Vlka (Karmelitánské nakladatelství 2000)
- Slavnost Všech svatých. Meditace kardinála Miloslava Vlka (Karmelitánské nakladatelství 2001)